# Guillermo Bodero y Franco
Guillermo Bodero y Franco (Guayaquil, diciembre de 1804 - Ibidem 29 de septiembre de 1889) fue un militar y político ecuatoriano. Participó como uno de los próceres de la independencia de Guayaquil en 1820.

## Biografía
Militar nacido en Guayaquil en diciembre de 1804, siendo muy joven participó en la independencia de Guayaquil. Posteriormente ingresaría al ejército patriota de la División Protectora de Quito alcanzando la victoria en “Camino Real”. A pesar de los reveses del ejército libertador en las primera y segunda batallas de Huachi alcanzó la gloria en la batalla del Pichincha, librada en las faldas del volcán del mismo nombre.
Ya en la Gran Colombia participó del lado colombiano frente al Perú en la batalla del Portete de Tarqui del cual salió victorioso.
En 1833 Juan José Flores investido éste con facultades extraordinarias mandó a desterrar al por entonces comandante Bodero y a otros ilustres guayaquileños. Iniciándose así su participación en los eventos de la Revolución de los Chihuahuas liderada por Vicente Rocafuerte.
El 6 de marzo de 1845 participó en la Revolución marcista  ya como coronel, siendo comisionado a la sierra de Alausí donde fue recibido con entusiasmo por sus pobladores.
Ya en 1850 fue elegido Diputado principal por la provincia del Guayas para la convención de aquel año. Y en 1876 estuvo entre los revolucionarios que dieron el poder a Ignacio de Veintimilla. Pocos años después y con el rango de general falleció en su natal Guayaquil, el 29 de septiembre de 1889.